# Rhamnus collettii
Rhamnus collettii är en brakvedsväxtart som beskrevs av M.M. Bhandari och A.K. Bhansali. Rhamnus collettii ingår i släktet getaplar, och familjen brakvedsväxter. Inga underarter finns listade i Catalogue of Life.